# Khoo Boon Hui
Tan Sri Khoo Boon Hui (em chinês: 邱文晖, Singapura, 1954) foi o presidente da Interpol entre 2008 e 2012. Foi comissário da polícia de Singapura de Julho de 1997 a Janeiro de 2010, e possui mais de 30 anos de experiência policial.

## Carreira
Mestre em administração pública da Kennedy School of Government, Harvard, e bacharelado em engenharia e economia da Universidade de Oxford. Freqüentou o Advanced Management Program na Wharton School (Universidade da Pensilvânia em 2002) e já recebeu vários prêmios internacionais e prémios locais.
Começou na força Policial de Singapura (SPF) em 1977, serviu como comissário da polícia de Singapura desde 1997. Em 1 de fevereiro de 2010, foi nomeado vice-secretário do Ministério dos Assuntos Internos da Singapura.
Em 2006, Khoo foi eleito para o Comité Executivo da Interpol como o vice-presidente para a Ásia. Atuou durante dois anos, trabalhou para fortalecer os laços entre a Interpol e do Sudeste Asiático, resultando na assinatura de uma declaração de cooperação entre ASEANAPOL e a INTERPOL.